# ASU-57空降自走炮
ASU-57空降自走炮（俄文：АСУ-57 (Объект 572)（页面存档备份，存于））是蘇聯在冷戰時期1950年為其傘兵研發的一款超輕型空降自走炮，但由於自身體積太小且作用不大，很快就於1962年被淘汰。

## 基本資料
- 乘員：3人(車長兼炮手、裝填手和駕駛)
- 車長：3.48公尺
- 車闊：2.8公尺
- 車高：1.18公尺
- 重量：3.4噸
- 最快速度：45公里/小時
- 續航距離：250公里
- 武裝：57毫米口徑 Ch-51炮一門+7.62毫米口徑SG-43中型機槍1挺
- 發動機：GAZ-M-20E水冷式汽油發動機(55匹馬力)

## 設計
由於當時蘇聯運輸機的運載能力不足，ASU-57的設計重點是盡可能小巧輕盈，車身主要為鋁合金製造，正面裝甲6毫米厚而側方和後方4毫米厚，4對車輪和2對托帶輪，其動力為原本用於嘎斯牌汽車的55匹馬力汽油發動機，此車無炮塔而且採用開放式戰鬥室，武裝為一門57毫米口徑Ch-51炮，此炮為二戰時ZiS-2反坦克炮的發展型
當要空投時把它固定在一個地台上，此地台和一個拉出傘和4個直徑30米的主降落傘相連，ASU-57也可直接用Mi-6直昇機空運

## 實戰使用
- 第三次中東戰爭
- 歐加登戰爭

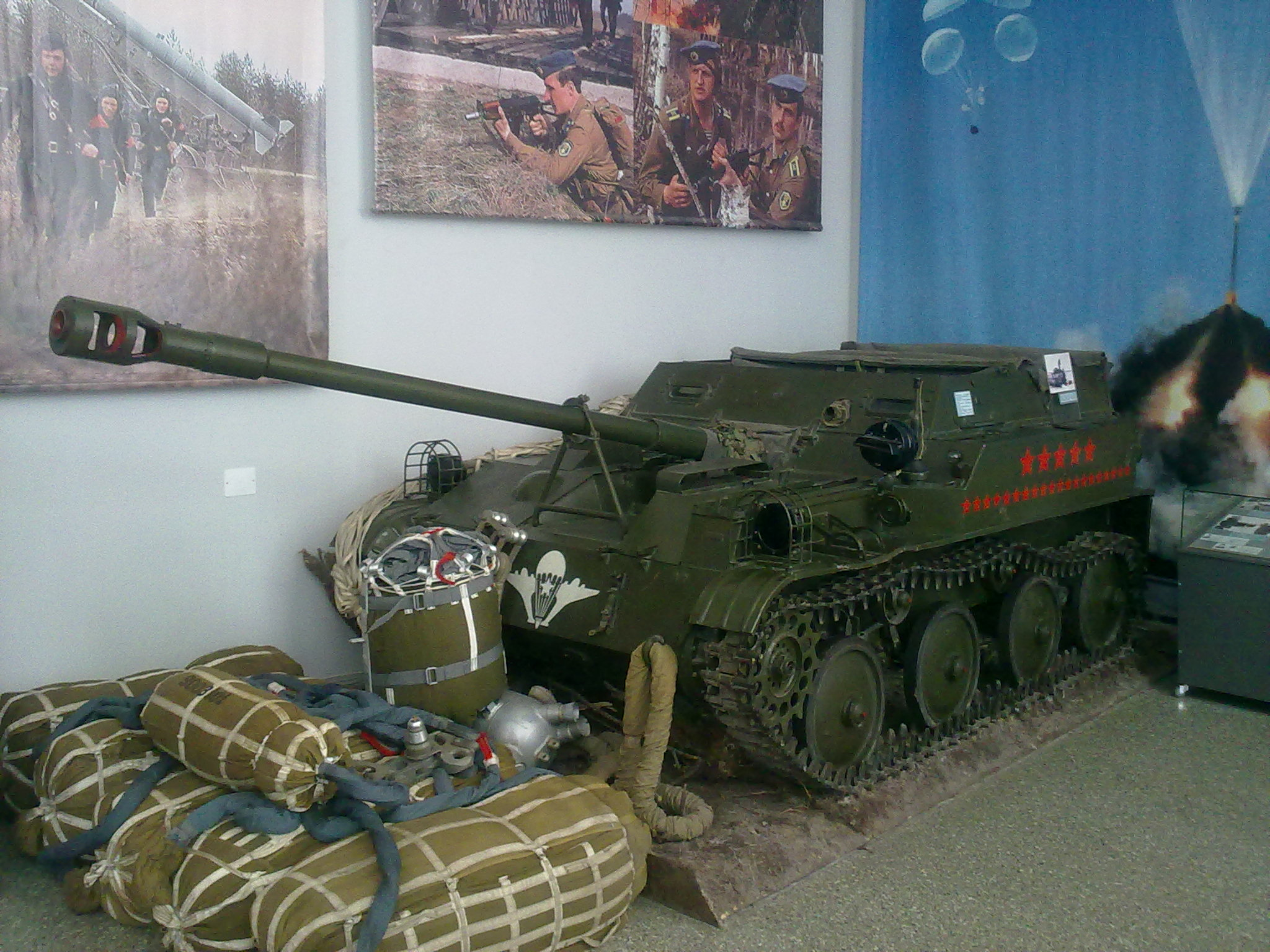
ASU-57空降自走炮車體總重3噸多。
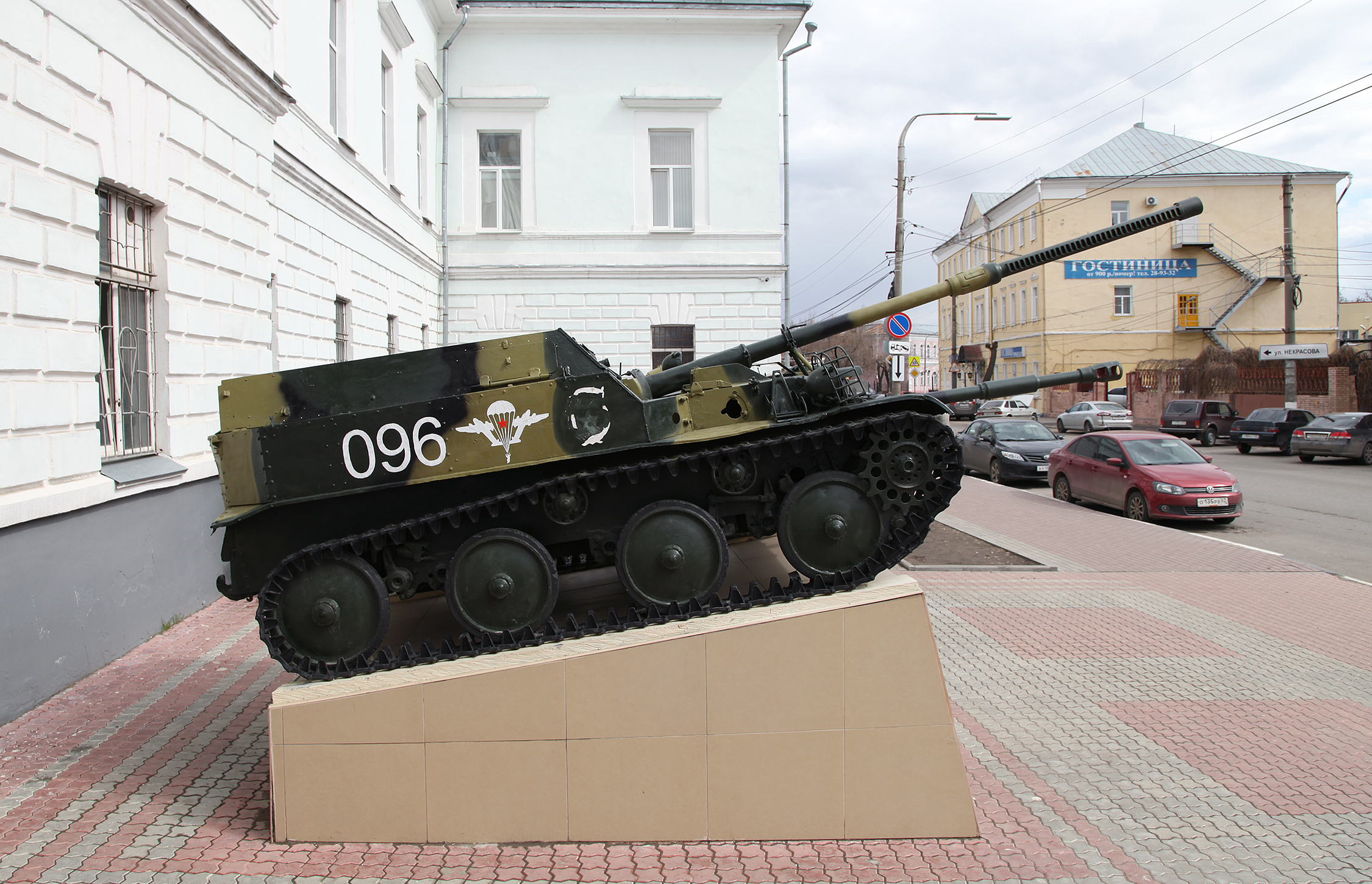
ASU-57空降自走炮與ASU-85空降自走炮。
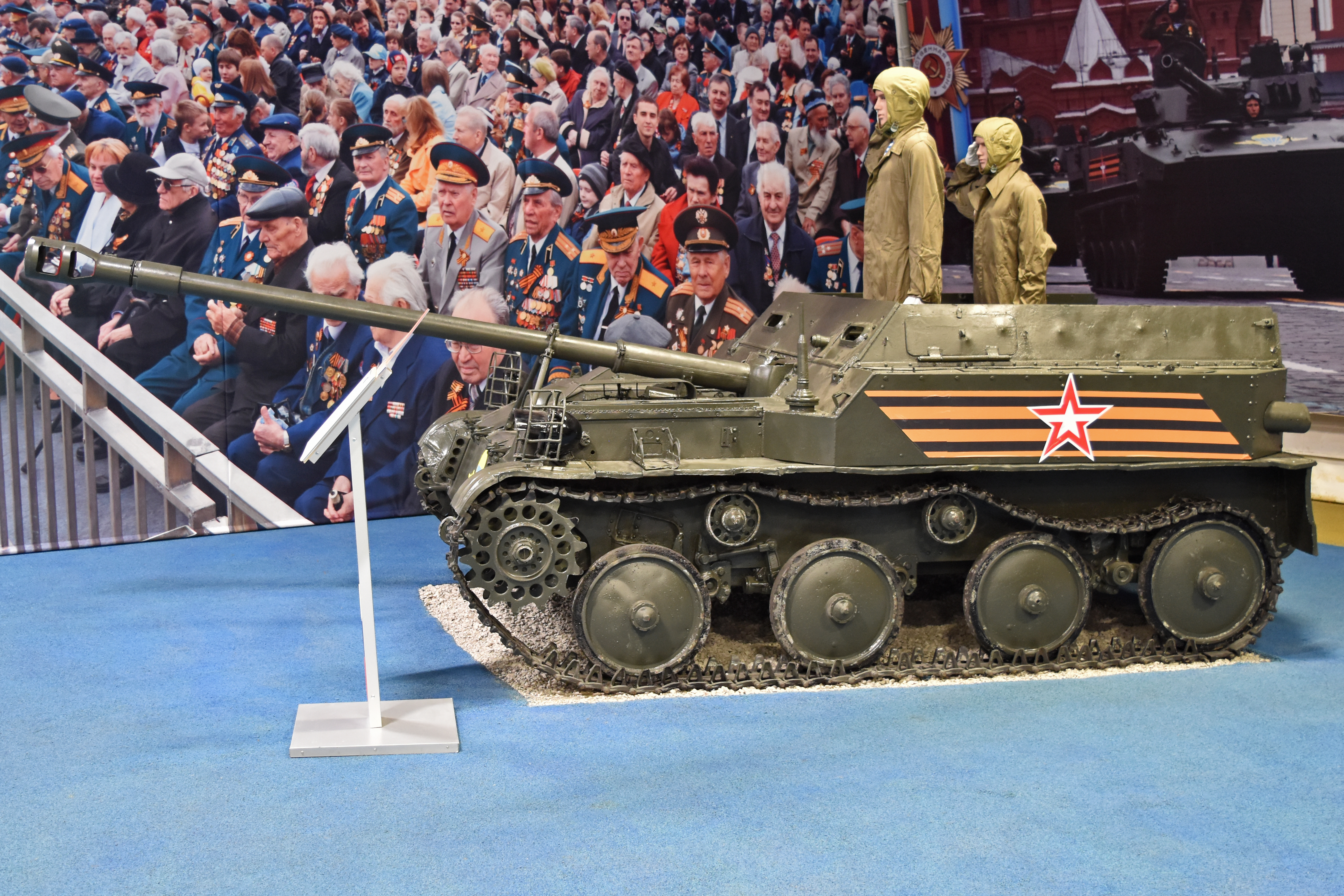
展覽於紅場的ASU-57P空降自走炮。
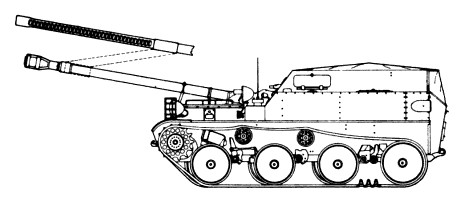
ASU-57裝備的是Ch-51反戰車炮，ASU-57P則裝備的是Ch-51M反戰車炮。
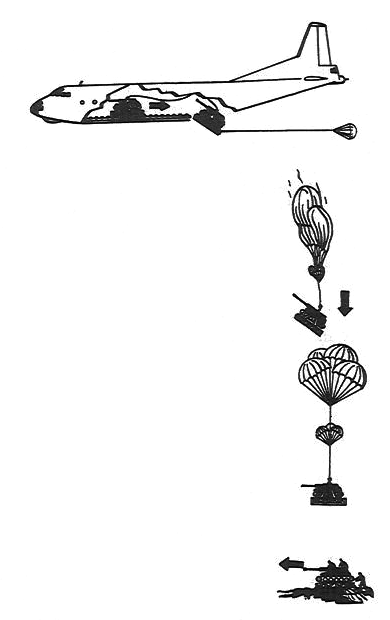
an-12或an-22運輸機空投ASU-57空降自走炮的方式。
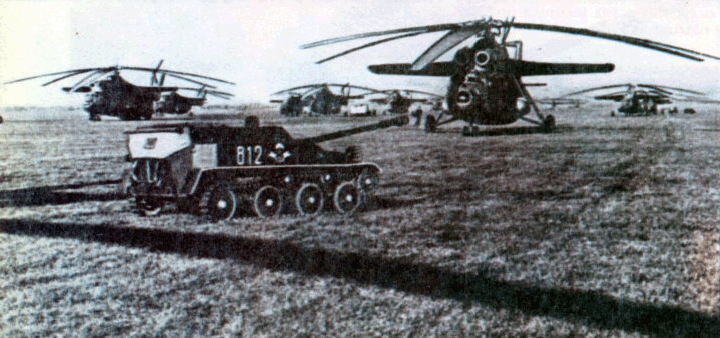
ASU-57空降自走炮也可直接用Mi-6直昇機進行空運。

## 使用國家
- 苏联
- 中华人民共和国：1957年通过《中苏国防新技术协定》少量引进，装备第43空降师。1990年代起全部退役，被BMD-3和ZBD-03取代
- 埃及
- 越南
- 南斯拉夫
- 衣索比亞

## 外部連結
- ASU-57空降自走炮